# Internet Information Services
Internet Information Services o IIS es un servidor web y un conjunto de servicios para el sistema operativo Microsoft Windows. Originalmente era parte del Option Pack para Windows NT. Luego fue integrado en otros sistemas operativos de Microsoft destinados a ofrecer servicios, como Windows 2000 o Windows Server 2003, 2016 y 2019. Windows XP Profesional incluye una versión limitada de IIS. Los servicios que ofrece son: FTP, SMTP, NNTP y HTTP/HTTPS.
Este servicio convierte a un PC en un servidor web para Internet o una intranet, es decir que en los ordenadores que tienen este servicio instalado se pueden publicar páginas web tanto local como remotamente.
Se basa en varios módulos que le dan capacidad para procesar distintos tipos de páginas. Por ejemplo, Microsoft incluye los de Active Server Pages (ASP) y ASP.NET. También pueden ser incluidos los de otros fabricantes, como PHP o Perl.

## Historia

### Evolución
IIS fue inicialmente lanzado como un conjunto de servicios basados en Internet para Windows NT 3.51. IIS 2.0 siguió agregando soporte para el sistema operativo Windows NT 4.0 y IIs 3.0 introdujo las Active Server Pages, una tecnología de scripting dinámico.
IIS 4.0 eliminó el soporte para el protocolo Gopher y fue puesto con Windows NT como un CD-ROM de "Paquete Opcional" separado.
La versión de IIS 7.5 corresponde a Windows Server 2008, e IIS 5.1 a Windows XP Professional. La versión IIS 5.1, para Windows XP, es una versión compacta del IIS que soporta sólo 10 conexiones simultáneas y sólo un sitio web. IIS 6.0 ha agregado soporte para IPv6.
Windows Vista viene con IIS 7.0 preinstalado. No limitará el número de conexiones permitidas pero limitará el flujo de tareas basándose en las solicitudes activas concurrentes, mejorando el uso y el rendimiento en escenarios punto-a-punto (peer-to-peer).

### Versiones
- IIS 1.0, Windows NT 3.51 Service Pack 3
- IIS 2.0, Windows NT 4.0
- IIS 3.0, Windows NT 4.0 Service Pack 3
- IIS 4.0, Windows NT 4.0 Option Pack
- IIS 5.0, Windows 2000
- IIS 5.1, Windows XP Professional
- IIS 6.0, Windows Server 2003 y Windows XP Professional x64 Edition
- IIS 7.0, Windows Vista (Solo Business y Ultimate) y Windows Server 2008
- IIS 7.5, Windows 7 y Windows Server 2008 R2
- IIS 8.0, Windows 8 y Windows Server 2012
- IIS 8.5, Windows 8.1 y Windows Server 2012 R2
- IIS 10,  Windows Server 2016
- IIS 10.0, Windows 10 y Windows Server 2019

## Microsoft Web Platform Installer
Microsoft Web Platform Installer es un simple instalador en línea para instalar las siguientes herramientas:
- IIS 7.0
- Visual Web Developer 2008 Express Edition
- SQL Server 2008 Express Edition
- Microsoft .NET Framework
- Silverlight Tools para Microsoft Visual Studio

Es compatible con los sistemas operativos Windows Vista RTM, Windows Vista SP1, Windows XP, Windows Server 2003 y Windows Server 2008, y además es compatible con las arquitecturas x86 y 64-bit.